# 전자 축퇴압
전자 축퇴압(電子 縮退壓, Electron degeneracy pressure)은 하나 이상의 전자가 동시에 같은 위치를 가질 수 없다는 파울리 배타 원리에 의해 발생하는 힘이다. 이는 백색왜성을 붕괴로부터 막아주는 힘이다.
여기서 말하는 ‘축퇴’(縮退, degenerate)라는 용어는 축퇴 에너지 준위와는 관계가 없으며, 절대온도에 매우 근접한 페르미-디랙 통계에서의 극저온 한계를 의미한다. 이때 온도는 금속의 경우 약 10,000 K인 페르미 온도보다 훨씬 낮다.
금속이나 백색왜성과 같은 천체에서는 전자들을 상호작용하지 않는 입자들의 기체로 모델링할 수 있다. 전자는 음전하를 띠고 있기 때문에 상호 간에 강한 전자기력을 주고받지만, 간단한 모델에서는 이러한 힘이 양전하를 띠는 원자핵에 의해 대체로 상쇄된다고 간주되어 무시된다. 이 전자 기체가 내는 압력은 운동에너지에 기인하는데, 특히 낮은 온도에서는 축퇴압의 영향이 강하다. 고전역학에 따르면 절대영도(0 K)에서는 입자들이 정지하고 기체상태의 전자는 압력을 갖지 않게 되지만, 전자는 파울리 배타 원리를 따르는 양자역학적 입자이기 때문에 입자들이 동일한 상태를 공유할 수 없다. 즉, 모든 전자가 동시에 운동을 멈출 수는 없다. 공간이 제한되어 있는 경우, 전자의 에너지 준위는 양자화되며, 전자들은 에너지 준위의 아래부터 차례로 채워져 올라간다. 이 때문에 많은 전자가 작은 부피에 갇힐수록 평균적인 운동에너지가 커지고, 압력 또한 증가하게 된다.:32-39
백색왜성에서는 양전하를 띠는 원자핵이 완전히 이온화되어 전자와 분리되어 있으며, 극도로 높은 밀도로 밀집되어 있다. 이 밀도는 태양보다 약 백만 배나 높다. 이로 인해 중력이 강하게 작용하여 핵들을 서로 끌어당기지만, 이에 맞서 전자 축퇴 압력이 균형을 이루어 별을 안정적으로 유지한다.
금속에서는 양이온들이 부분적으로 이온화되어 있으며, 원자 사이의 간격은 일반적인 원자 간 거리 수준이다. 이 경우 중력의 영향은 무시할 수 있을 정도로 작으며, 오히려 양이온 중심은 음전하를 띠는 전자 기체에 의해 끌어당겨진다. 이 힘은 전자 축퇴 압력에 의해 균형을 이룬다.:410
회전하지 않는 백색왜성에서 축퇴압이 버틸 수 있는 최대의 질량은 태양의 약 1.44배 정도이며, 이를 찬드라세카르 한계라고 부른다. 찬드라세카르 한계를 넘어선 천체는 폭발을 일으키게 된다. 이를 Ia형 초신성이라 한다.
전자 축퇴압은 중성자축퇴압의 me/mn배 작다.

## 불확정성 원리
전자 축퇴압의 개념은 하이젠베르크의 불확정성 원리로 설명할 수 있다. 이 원리에 따르면, 어떤 입자의 위치 Δx와 운동량 Δp의 불확정성은 다음과 같은 관계를 가진다.
{\displaystyle \Delta x\Delta p\geq \hbar /2}
여기서 ℏ는 디랙 상수(감소 플랑크 상수)이며, Δx는 입자의 위치 측정의 불확정성, Δp는 운동량 측정의 불확정성을 뜻한다.
압력이 커져서 물질이 압축될수록 전자의 위치 불확정성 Δx는 작아지고, 이에 따라 운동량의 불확정성 Δp는 커지게 된다. 이로 인해 전자는 절대영도에 가까운 온도에서도 완전히 정지하지 않고, 일정한 운동량을 가지며 움직이게 되는데, 이 운동은 하이젠베르크 운동이라 부른다.
이러한 운동으로 인해 전자는 온도와 무관하게 압력을 발생시키며, 이것이 바로 전자 축퇴 압력이다. 이 압력이 열 운동에 의한 압력보다 우세해지는 경우, 전자는 축퇴 상태에 들어가게 되고, 그 물질은 축퇴 물질로 분류된다.
전자 축퇴 압력은 태양 질량의 약 1.4배 이하(찬드라세카 한계)의 항성 중심에서 중력 붕괴를 막아주는 힘이다. 이 한계를 넘지 않는 항성의 중심은 붕괴를 멈추고 백색왜성이 된다. 반면, 이보다 질량이 크고 더 이상 핵융합 연료가 없는 별은 전자 축퇴 압력으로도 중력을 버티지 못해 붕괴를 계속하며 중성자별이나 블랙홀로 진화하게 된다.

## 페르미 기체 이론

고전적 이상기체와 양자 이상기체의 압력-온도 그래프. 사로 다른 양상을 보인다.

전자 축퇴압의 본질을 이해하기 위해서는 전자가 어떤 방식으로 에너지 준위를 점유하며 압력을 생성하는지를 설명하는 물리 모델이 필요하다. 이때 가장 널리 쓰이는 모델이 바로 페르미 기체 이론이다. 이는 전자들을 상호작용하지 않는 입자로 간주하고, 양자역학적 통계인 페르미-디랙 통계를 적용하여 전자들의 분포와 에너지를 분석하는 이론이다. 이 이론을 통해 우리는 왜 절대온도 0K에서도 전자들이 정지하지 않고 압력을 만들어내는지를 정량적으로 이해할 수 있으며, 나아가 백색왜성이나 금속 내 전자의 거동을 수학적으로 설명할 수 있다.
전자는 페르미온 계열의 입자이므로, 양성자나 중성자처럼 파울리 배타 원리를 따르고 페르미-디랙 통계를 따른다. 일반적으로 상호작용하지 않는 페르미온 집합(즉 페르미 기체)의 경우, 각각의 입자는 운동에너지 항만으로 이루어진 단일 입자 에너지를 갖는 독립 입자로 간주할 수 있다. 3차원 공간에서 고전적 이상기체와 양자 이상기체(즉 페르미 기체, 보스 기체)의 압력–온도 곡선을 비교하면, 페르미 입자들 사이의 파울리 반발(Pauli repulsion)로 인해 동일한 고전기체보다 낮은 온도에서 특히 압력이 더 커지는 현상이 나타난다. 이때 압력을 계산하기 전에 먼저 입자의 에너지는 다음과 같이 쓸 수 있다.{\displaystyle E={\frac {p^{2}}{2m}},}여기서 p는 입자의 운동량, m은 질량이다. 이 기체를 어떤 유한한 부피 안에 가두었을 때, 전자들은 페르미 운동량 pF까지 가능한 운동량 상태를 차례대로 점유하게 된다. 절대온도(0 K)에서의 전자 축퇴압은 다음과 같이 유도된다.{\displaystyle P={\frac {2}{3}}{\frac {E_{\text{tot}}}{V}}={\frac {2}{3}}{\frac {p_{\text{F}}^{5}}{10\pi ^{2}m\hbar ^{3}}},}여기서
V는 전체 부피, Etot은 전체 에너지, m은 전자의 질량,ℏ는 디랙 상수이다.전자에 대한 축퇴 압력을 전자 밀도 ρe로 표현하면 다음과 같이 정리된다.{\displaystyle P_{\text{e}}={\frac {(3\pi ^{2})^{2/3}\hbar ^{2}}{5m_{\text{e}}}}{\rho _{\text{e}}}^{5/3},}여기서 Pe는 전자 축퇴 압력, me는 전자의 질량, ρe는 자유 전자 밀도 (단위 부피당 자유 전자 수)이다. 금속의 경우, 이 방정식은 페르미 온도(TF)보다 충분히 낮은 온도에서 여전히 근사적으로 잘 성립한다. 금속의 페르미 온도는 보통 약 106 K 수준이다. 상대론적 경우 입자의 에너지가 상대론적 수준(광속에 가까운 속도)에 도달하면, 위의 비상대론적 식은 더 이상 유효하지 않다. 이 경우 축퇴 압력은 전자 밀도에 대해 다음과 같이 지수 4/3에 비례하는 형태로 바뀌어 ρe4/3에 비례한다. 이 상대론적 축퇴 압력은 고밀도 천체, 특히 백색왜성의 극한 내부나 중성자별의 경계 조건을 설명할 때 중요한 역할을 한다.

## 예시

### 금속
결정 구조를 가진 금속 내부에서의 전자들은, 여러 근사법을 정밀하게 정당화함으로써 독립 입자로 취급될 수 있다. 대표적인 모델로는 자유 전자 모델과 준자유 전자 모델이 있다. 적절한 조건하에서는 이러한 전자들에 대해 자유 전자 압력을 계산할 수 있으며, 이 압력이 금속의 압축률 또는 부피 탄성 계수에 중요한 기여를 한다는 것이 증명되어 있다.:39

### 백색왜성
전자 축퇴 압력은 별의 질량이 찬드라세카르 한계, 즉 태양 질량의 약 1.44배보다 작을 경우, 중력 붕괴를 막는 역할을 한다. 바로 이 압력이 백색왜성을 붕괴하지 않고 안정적으로 유지시키는 물리적 요인이다.
그러나 별의 질량이 이 한계를 초과하고, 내부에 열압력을 충분히 생성할 만큼의 온도나 핵융합이 없을 경우, 전자 축퇴 압력만으로는 중력에 맞서기 부족하다. 그 결과, 별은 계속 붕괴하게 되어 중성자별 또는 블랙홀로 진화하게 된다. 이는 전자에 의한 축퇴 압력이 중력에 의해 발생하는 내향 수축력보다 약하기 때문이다.

## 같이 보기
- 페르미 준위
- 보스-아인슈타인 응축